# Żleb spod Jatek

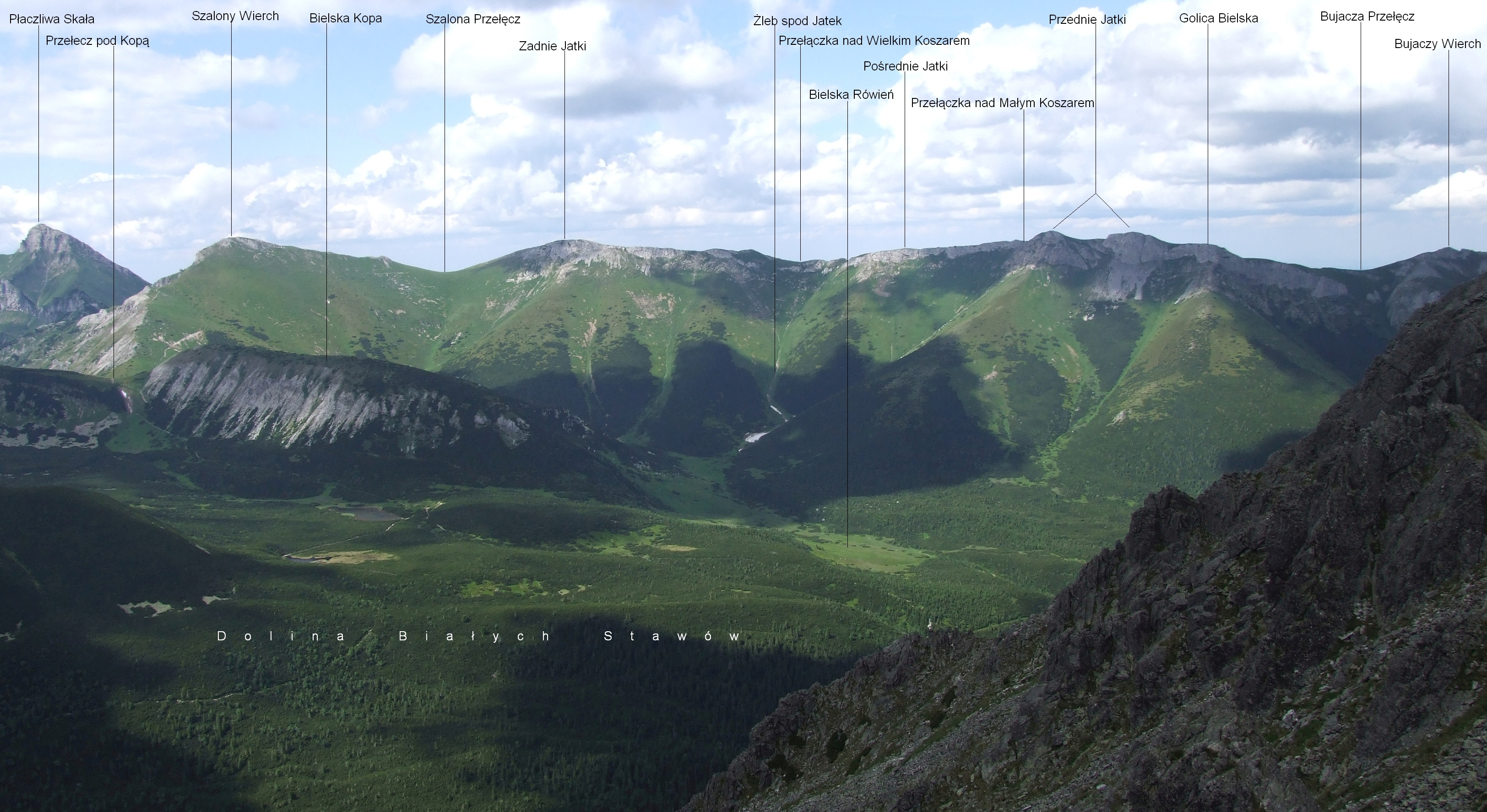

Żleb spod Jatek (niem. Fleischbankschlucht, słow. Žľab spod Jatiek, węg. Mészárszéki-vályú) – żleb w słowackich Tatrach Bielskich opadający z Jatek do Doliny Przednich Koperszadów.
Żleb ma dwa ramiona; 
- orograficznie prawe, opadające z Przełączki nad Wielkim Koszarem. Wcina się między Zadnie Jatki i krótką grzędę Pośrednich Jatek
- lewe, opadające z Przełączki nad Małym Koszarem. Jego obramowanie tworzy krótka grzęda Pośrednich Jatek i dłuższa grzęda Skrajnych Jatek[2].

Poniżej grzędy Pośrednich Jatek obydwa ramiona żlebu łączą się i jednym już korytem uchodzą na górną część Bielskiej Równi. Na całej długości ramiona żlebu są trawiaste. W depresji będącej górnym przedłużeniem orograficznie prawego ramienia żlebu znajduje się otwór jaskini Ślepa Dziura.